# Pjotr Nalitj
Pjotr Andrejevitj Nalitj, (Пётр Андреевич На́лич, også translittereret Petr Nalich, Pyotr Nalich eller Peter Nalitch, født 30. april 1981) er en russisk sanger og komponist, der repræsenterede Rusland ved Eurovision Song Contest 2010 i Oslo med sangen "Lost and Forgotten", der opnåede en 11. plads.